# Форсајт (Мисури)
Форсајт (енгл. Forsyth) град је у америчкој савезној држави Мисури.

## Демографија
По попису из 2010. године број становника је 2.255, што је 569 (33,7%) становника више него 2000. године.
| Група             | 2000.         | 2010.         |
| Белци             | 1.652 (98,0%) | 2.121 (94,1%) |
| Афроамериканци    | 1 (0,1%)      | 7 (0,3%)      |
| Азијати           | 3 (0,2%)      | 9 (0,4%)      |
| Хиспаноамериканци | 17 (1,0%)     | 68 (3,0%)     |
| Укупно            | 1.686         | 2.255         |